# دائرة البرمة
دائرة البرمة هي إحدى دوائر ولاية ورقلة